# Phase Two: Slowboat to Hades
Phase Two: Slowboat to Hades és un DVD compilatori del grup virtual Gorillaz publicat a l'octubre de 2006. El DVD és similar al primer que va llançar la banda Phase One: Celebrity Take Down, però aquest recopila vídeos i animacions relacionades amb la publicació del segon àlbum d'estudi de Gorillaz, Demon Days, i també els seus senzills.
El DVD inclou la majoria de material publicat entre els anys 2004 i 2006 pel grup Gorillaz. Entre ells hi ha els videoclips de "Rock It", "Feel Good Inc.", "DARE", "Dirty Harry" i "El Mañana". També hi ha incloses les actuacions que van realitzar durant les gales dels premis MTV, Grammys i BRITs, entrevistes curtes, una galeria de fotografies, una guia pels Kong Studios, jocs i fons de pantalla. Estranyament, els Kong Studios apareixen en molt mal estat, amb forats a les parets i a terra, esquitxades de sang i restes de basura.

## DVD
- Vídeos i animacions promocionals: "Feel Good Inc.", "DARE", "Dirty Harry", "El Mañana" i "Rock It"
- B-side visuals
- Anuncis i tràilers
- Actuacions en directe
- Quatre idents
- On the Island i The Lost Gorillabite
- Discurs d'acceptació d'en Noodle a VMA
- Discurs alternatiu d'en Murdoc a la Reina
- Agraïments d'en Murdoc a la discogràfica
- Entrevista a Noodle per "DARE"
- Episodi MTV Cribs
- Muntatge d'en Monk's
- Gags de l'os polar
- Extres ocults
- La transmissió de Noodle en el web de Gorillaz i l'epíleg de Rise of the Ogre conegut com a Room of Brains en el web.

## CD-ROM
- 16 jocs del web de Gorillaz: Russel's Animal Kwackers, Bowling, Russel's Cookie Eating, Darts, Dirty Harry, Helly-Drop, Identikit, Operation, Potato, Santa Sleigher, Pumpomatic, Shooting Range, Mahjong, Murdoc's Attache, Tiles of the Unexpected and Bonesy Apple Bobbing.
- 8 protectors de pantalla
- 45 fons de pantalla